# Вольное (Нежинский район)
Вольное (укр. Вільне) — бывшее село в Нежинском районе Черниговской области Украины. Село было подчинено Галицкому сельсовету.

## История
Упоминается в 1920-х годах как хутор Вольный.
По состоянию на 1987 год население — 10 человек. Решением Черниговского областного совета от 25.02.1999 года село было снято с учёта, в связи с переселением жителей.

## География
Было расположено западнее села Галица и непосредственно севернее села Таборище. По состоянию местности на 1987 год населённый пункт был представлен двумя параллельными улицами и одной поперечной, без сплошной усадебной застройки. Южнее расположено кладбище. 